# Classe Meteoro
La classe Meteoro est une classe de patrouilleur hauturier particulièrement polyvalents et aux dimensions comparables à celles d'une corvette. En 2017, l'armada espagnole possède six unités de cette classe.

## Description
Ils remplacent les patrouilleurs de Classe Barcelo et de Classe Conejera et sont en passe de remplacer la Classe Toralla, la Classe Anaga, les corvettes de Classe Descubierta converties en patrouilleurs ainsi que le navire collecteur de renseignements Alerta (A-111), le navire océanographique Las Palmas (A-52), les navires hydrographiques (Classe Malaspina, Classe Cástor) et le navire de sauvetage (y compris navire de sauvetage de sous-marin) et ravitailleur de sous-marins Neptuno (A-20). Il s'agit d'un navire furtif. Il dispose d'une hélisurface et d'un héliport (hangar).
Leur construction commence à partir de 2009 et leur arrivée dans la marine se fait en 2011.

## Dotation
| Indicatif visuel          | Navire          | Mise sur cales        | Mise à l'eau          | Mise en service       | Indicatif international | Image |  |
| ------------------------- | --------------- | --------------------- | --------------------- | --------------------- | ----------------------- | ----- |  |
| P-41                      | Meteoro (en)    | 13 mars 2009          | 16 octobre 2009       | 28 juillet 2011       | [ 1 ]                   |       |  |
| P-42                      | Rayo (es)       | 3 septembre 2009      | 18 mai 2010           | 26 octobre 2011       | [ 1 ]                   |       |  |
| P-43                      | Relámpago (es)  | 17 décembre 2009      | 6 octobre 2010        | 6 février 2012,       |                         |       |  |
| P-44                      | Tornado (es)    | 5 mai 2010            | 21 mars 2011          | 19 juillet 2012       |                         |       |  |
| P-45                      | Audaz (es)      | 29 avril 2016         | 30 mars 2017          | 28 juillet 2018       |                         |       |  |
| P-46                      | Furor (es)      | 29 avril 2016         | 8 septembre 2017      | 21 janvier 2019       |                         |       |  |
| P-47                      |                 |                       |                       |                       |                         |       |  |
| P-48                      |                 |                       |                       |                       |                         |       |  |
| Intervention subaquatique |                 |                       |                       |                       |                         |       |  |
| A-21                      | Poseidón A-21 6 | 2023[réf. nécessaire] | 2024[réf. nécessaire] | 2025[réf. nécessaire] |                         |       |  |

## Matériel

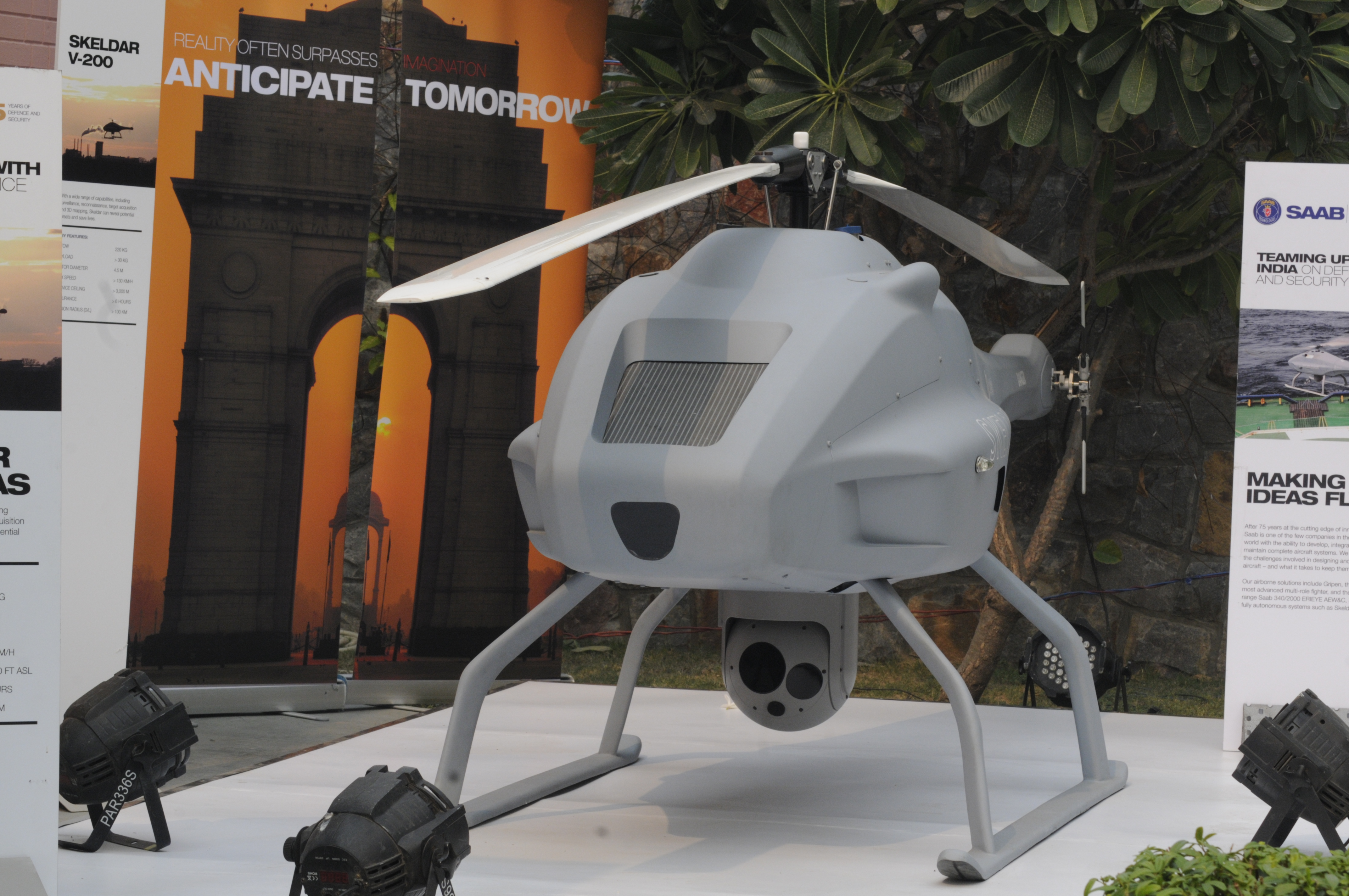
Saab Skeldar, en phase de test pour équiper l'ensemble de la classe

Le drone hélicoptère Saab Skeldar, dont un exemplaire a été acheté, est en phase de test, en 2023, sur un navire de la classe.
Le drone de surface naval  de classe USV Vendaval est intégré au bateau Audaz de la classe.

## Navires spéciaux de la classe

### Navire d'intervention subaquatique

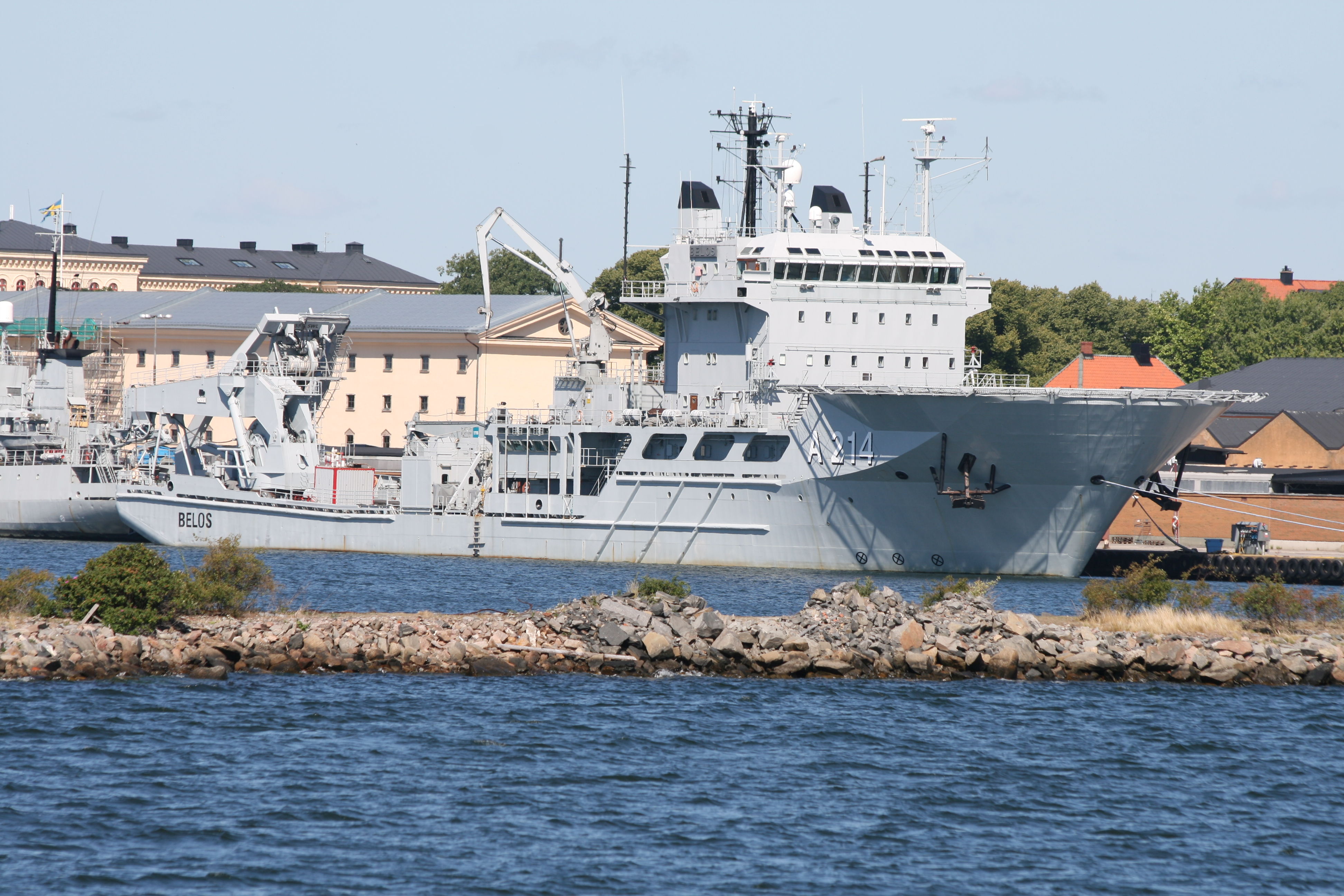
HSwMS Belos (A214) suédois, semblable à la version BAM-IS de la classe Meteoro, encore en chantier

La version de la classe en navire de sauvetage de sous-marin
/bâtiment base de plongeurs/navire ravitailleur de sous-marins devant remplacer le Neptuno (A-20) de classe Amatista est équipée de caisson hyperbare. Nommé BAM-IS (Buque de Acción Marítima de Intervención Subacuática), le navire fait l’objet d’un programme de 183 millions d'euros approuvé le 24 novembre 2020 et prévu pour être mis en service en septembre 2024.
Il se distingue du reste de la classe par son aspect plus proche d'un remorqueur avec une hélisurface à l'avant et une grue à l'arrière, semblable au navire suédois HSwMS ''Belos'' (A214).
Il présente les caractéristiques suivantes:
- Zone de ravitaillement vertical (avec pont d'envol sans hangar).
- Personnel de transport : 20 plongeurs
- Hangar pour véhicule sous-marin habité de l'OTAN ; Véhicule sans pilote ROV
- Portique et Treuils pour les équipements ci-dessus et pour le sonar remorqué.
- Deux équipes ADS avec leur bossoir et treuil; Téléphone sous-marin.
- Conteneurs étanches cylindriques (POD) pour l'approvisionnement en fournitures d'urgence.
- Bloc opératoire (Mini CIC); Trois caissons hyperbares.
- Système de combat SCOMBA développé par Navantia Sistemas pour la marine espagnole.
- Hélices transversales à l'avant et à l'arrière.
- Autonomie en carburant : Minimum 8 000 milles à 10 nœuds.
- Sonar à balayage latéral VDS et sonar/sonar paramétrique.

### BAM hydro-océanographique
La version de la Classe Meteoro en navire hydrographique et navire océanographique mettra en œuvre :
- Hélisurface pour hélicoptère moyen (Lynx) sans hangar.
- Personnel de transport : 20 scientifiques
- Locaux scientifiques: laboratoires biologiques, électroniques, géologiques, météorologiques, photographiques
- Salle de dessin, centre de données, salle d'équipement électronique, atelier d'électronique, salle de plongée avec chambre hyperbare, salle de sonde et salle de transducteur.
- Magasin de gravimétrie, magasins de pièces de rechange, entrepôt d'océanographie, magasin de vêtements aquatiques
- Pod Sondadores, hélices transversales à l'avant et à l'arrière
- Bossoirs et treuils : portique arrière pour l'océanographie et le sonar remorqué, bossoir latéral pour les rosettes, bossoir latéral pour l'extraction du plancton
- Possibilité de rangement de conteneurs scientifiques sur le pont de l'auvent
- Sonar à balayage latéral VDS (moyenne/haute fréquence) et sonar/sonar paramétrique

### Navire de renseignement BAM
La version de la Classe Meteoro en navire collecteur de renseignement qui remplace le Alerta (A-111) mettra en oeuvre :
- Zone Vertrep/ravitaillement vertical et Medevac (pas de poste de pilotage ni de hangar).
- Personnel de transport : 20 spécialistes de mission
- Deux grands SIGINT locaux,
  - Pour les zones de travail (salle des opérateurs, bureau, analystes et linguistes, contrôle local de l'OTAN).
  - Aire de travail pour les équipes, immédiatement au-dessus, directement reliée au toit.
- Deux mâts rigides pour antennes et radars et un mât pour la téléphonie mobile à l'avant.
- Capacité de patrouille jusqu'à 3 mois ; Capacité RAS-FAS ; Prévision de transporter TAS.
- Possibilité d'ancrer des conteneurs sur le pont.
- Autonomie en nourriture et en eau pour : Minimum 8000 milles à 10 nœuds
- UPS avec sa réfrigération; protection NBC ; Compartiment radio isolé.
- Bathythermographe et téléphone sous-marin ; Treuil puissant pour remorque.
- Disposition permettant d'isoler le personnel d'équipage du renseignement.
- Contrôle d'accès aux zones réglementées avec des cartes magnétiques ; Système de télévision par satellite ; salle de classe multimédia;
- Grande capacité de stockage de pièces détachées.
- Sonar linéaire remorqué et sonar cylindrique VDS.

## Navires comparables
- Classe Guaiquerí (es), patrouilleur hauturier, également fabriqué par Navantia, actif au sein de la marine vénézuélienne.
- Classe Guaicamacuto (es), patrouilleur littoral, également fabriqué par Navantia, actif au sein de la marine vénézuélienne.
- Classe Comandanti (en), de la marina militare (Italie).